# Sauerland-Museum

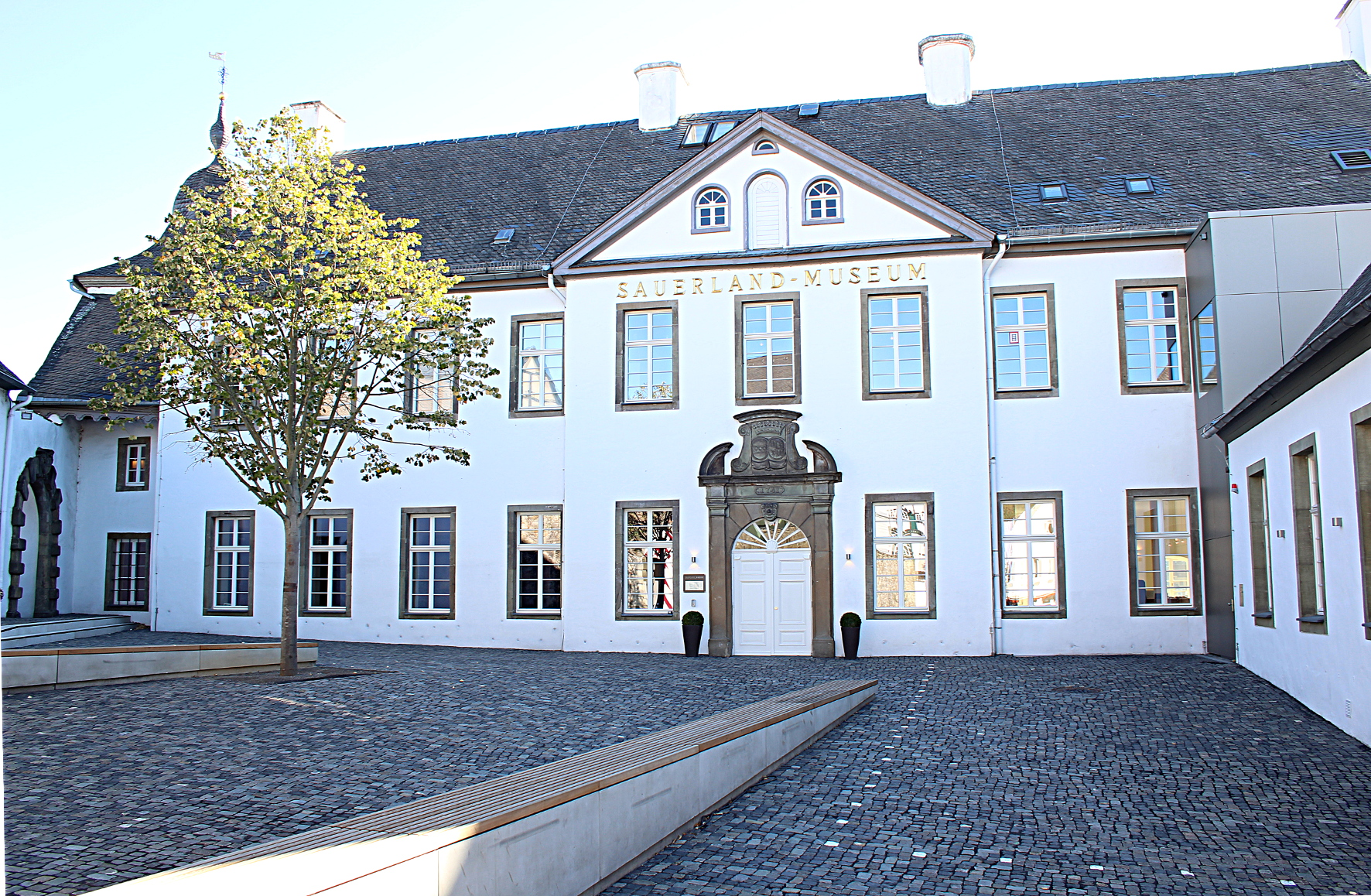
Sauerland-Museum mit Museumshof 2018

Das Sauerland-Museum des Hochsauerlandkreises ist ein historisches Regionalmuseum in Arnsberg. Es wurde 1925 gegründet und befindet sich seit 1937 im Landsberger Hof, der 1605 vom Kurfürsten Ernst von Bayern für seine Hofdame Gertrud von Plettenberg nach französischem Vorbild erbaut wurde. Mit der Eröffnung eines modernen Erweiterungsbaus 2019 wurde es zum Museums- und Kulturforum Südwestfalen ausgebaut.

## Sammlung

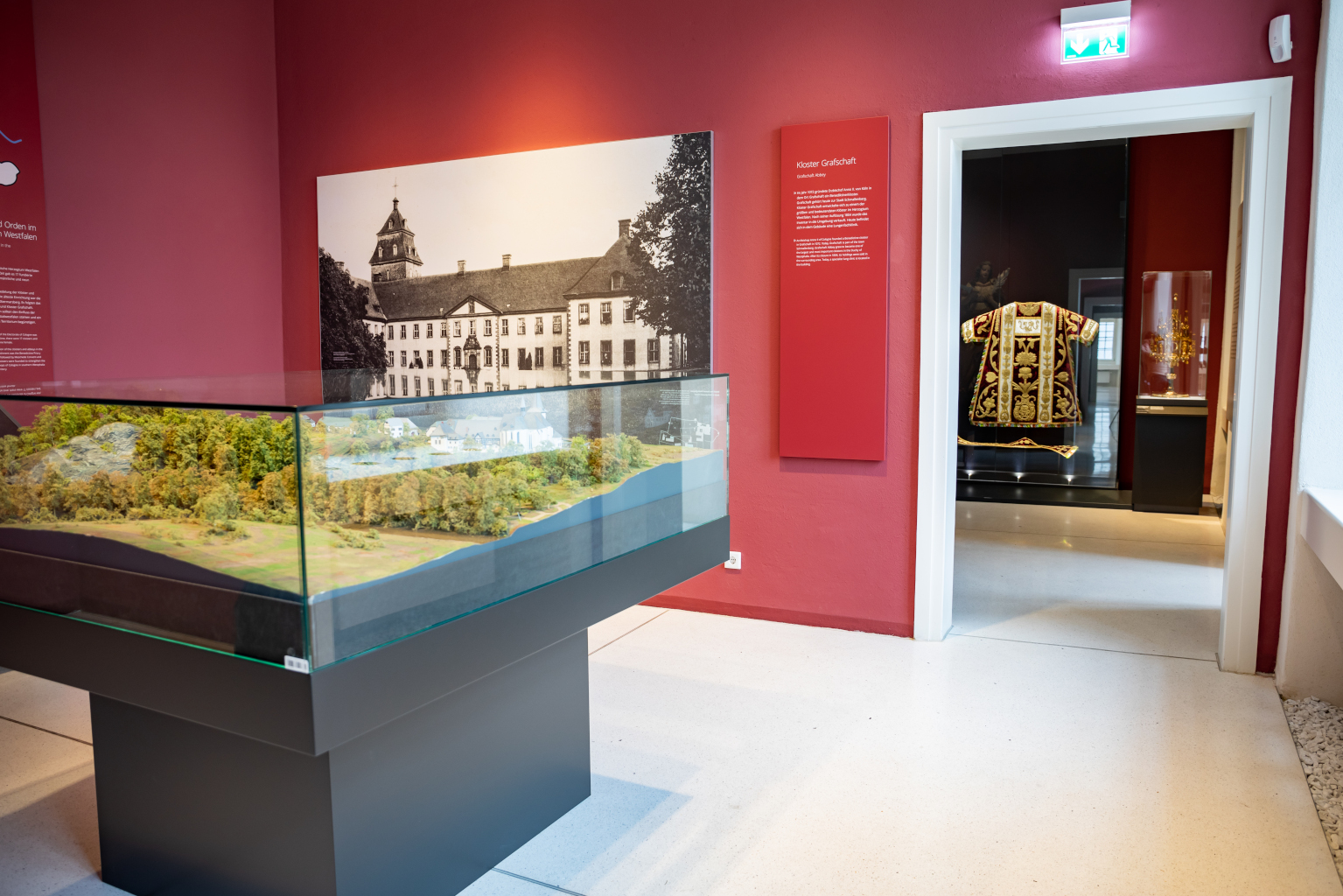
Sauerland-Museum Dauerausstellung (2018)

Das Museum befindet sich in Trägerschaft des Hochsauerlandkreises und widmet sich der Geschichte im Gebiet des ehemaligen kurkölnischen Herzogtums Westfalen, das seinen Schwerpunkt im Sauerland hatte.
Die Dauerausstellung basiert auf drei Themenbereichen und behandelt die Geschichte und Kultur des kurkölnischen Sauerlandes:
- Ein Erlebnisbereich für Familien zu den Themen Altsteinzeit und Ritter
- Ein Rundgang zur Geschichte des Herzogtums Westfalen von der Christianisierung bis zu seinem Ende um 1800
- Geschichte des ehemaligen Herzogtums Westfalen von seiner Auflösung bis in die Gegenwart. Dabei liegt ein Augenmerk auf der Geschichte und Vorgeschichte des Nationalsozialismus in der Region.

Neben den Exponaten gibt es zur Vertiefung eine Reihe Medienstationen. Daneben finden regelmäßig kultur- und kunsthistorische Sonderausstellungen statt.
Ergänzt werden die Ausstellungen durch museumspädagogische Angebote.

## Geschichte

### Weimarer Republik und Zeit des Nationalsozialismus
Erste Ideen zu einem Museum gab es bereits um die Wende zum 20. Jahrhundert. Eine Realisierung wurde durch den Ersten Weltkrieg verhindert. Mit Gründung des Arnsberger Heimatbundes 1922 begannen Vorbereitungen für ein Heimatmuseum. Allerdings fehlte es an Räumlichkeiten. Da der Landsberger Hof Sitz der Sparkasse war, konnte dort das Museum nicht eingerichtet werden. Daher wurde das Museum im Trauzimmer des alten Rathauses am 3. Mai 1925 anlässlich des Sauerländer Heimattages als Sauerländer Heimatmuseum eröffnet. Langjähriger Leiter wurde Ferdinand Menne. Träger waren der Arnsberger Heimatbund und die Stadt Arnsberg. Pläne, das Museum zu einem Regionalmuseum auszubauen, scheiterten an den nötigen finanziellen Mitteln und an den unzureichenden Räumlichkeiten, auch wenn der Ständesaal als Ausstellungsraum hinzukam. Im Ständesaal wurden Exponate zur Geschichte des ehemaligen Herzogtums Westfalen und im Trauzimmer zur Stadtgeschichte, religiösen Kunst oder Naturgeschichte ausgestellt.

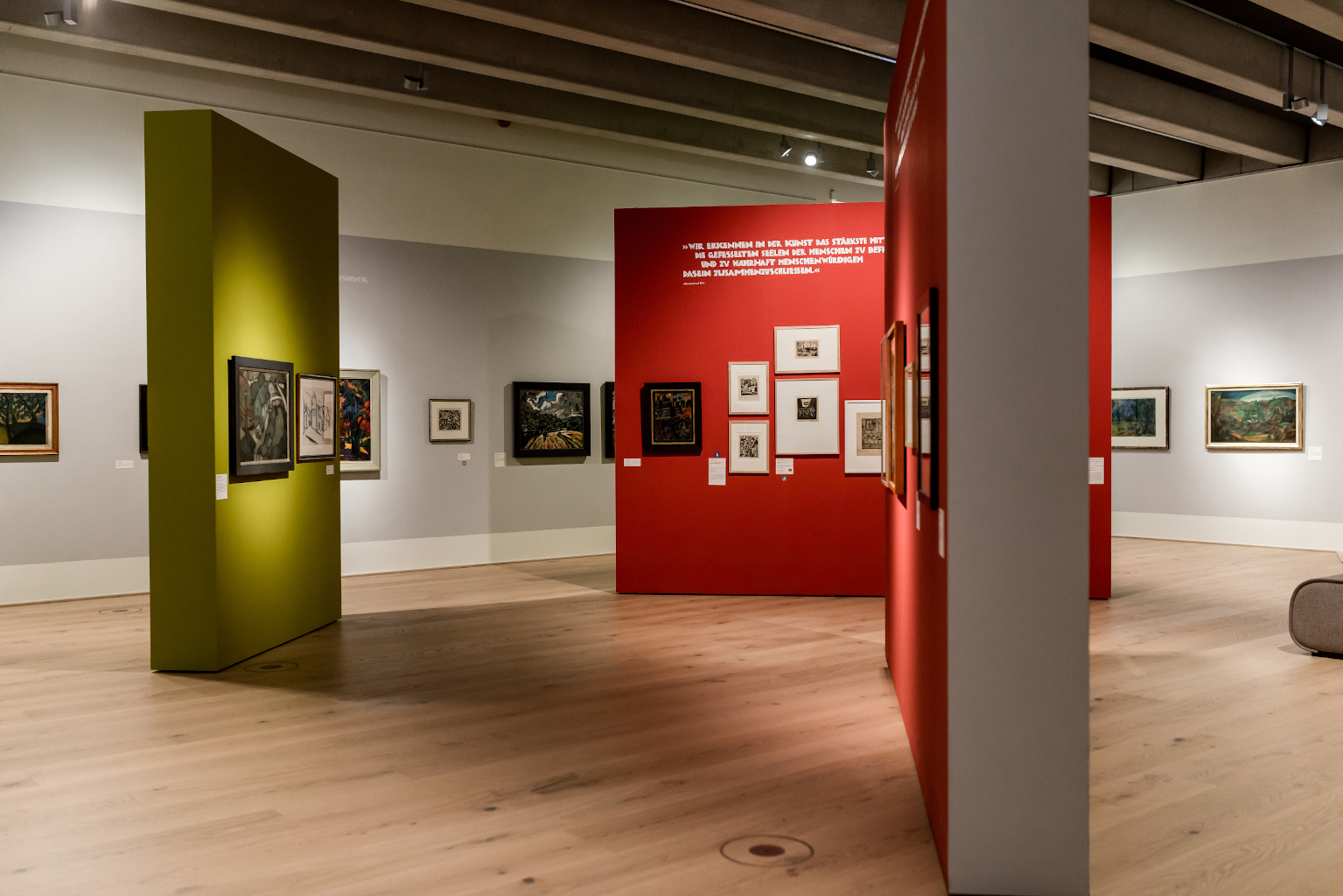
Sauerland-Museum Expressionismus-Ausstellung 2021

Nicht zuletzt unter Einfluss des nationalsozialistischen Landrates Heinrich Teipel passte sich das Museum dem nationalsozialistischen Gedankengut an. Im Jahr 1937 ging das Museum in die Trägerschaft des Kreises Arnsberg über und konnte einen Großteil des Landsberger Hofes nutzen. Die Ausstellung wurde erweitert und das Museum im Oktober 1938 wiedereröffnet. Es sollte nun vornehmlich zur Erziehung im Geist des Nationalsozialismus dienen. Der Kreis übernahm 1941 auch die Eigentumsrechte des Landsberger Hofes von der Stadt.

### Sauerland-Museum
Nach dem Zweiten Weltkrieg übernahmen zunächst die Briten das Gebäude. Im Jahr 1951 konnte das Museum wiedereröffnet werden. Artur Harder übernahm 1955 nun hauptamtlich die Museumsleitung von Ferdinand Menne. Wegen erhebliche Baumängel musste das Museum 1961 für eine Sanierung geschlossen werden. Da die Arnsberger Feuerwehr das Seitengebäude nicht mehr benötigte, konnte es vom Museum für Sonderausstellungen und die Verwaltung genutzt werden. Der Museumshof wurde durch einen hohen Gitterzaun abgeschlossen und im Hof ein großer Springbrunnen errichtet. Im Jahr 1964 wurde das Museum unter dem Namen Sauerland-Museum neu eröffnet. Allerdings hatte die Dauerausstellung weiter eher den Charakter eines Heimatmuseums. Die meisten Sonderausstellungen mit regionalen Künstlern sprachen kein größeres Publikum an. Ausnahmen waren in den 1970er Jahren die Ausstellungen Madonnen im Sauerland und Gold und Silber im Sauerland, beide in Zusammenarbeit mit dem Arnsberger Heimatbund. Mit dem Aufgehen des Kreises Arnsberg in den neu gegründeten Hochsauerlandkreis übernahm dieser 1975 die Trägerschaft des Museums. Im Jahr 1980 wurde Ernst Rehermann Leiter des Museums. Die Dauerausstellung wurde neu konzipiert und konnte 1986 wiedereröffnet werden. Erfolgreich war die Ausstellung Zuflucht zwischen den Zeiten 1794–1803. Kölner Domschätze in Arnsberg. Allerdings blieben die Besucherzahlen der Dauerausstellung hinter den Erwartungen zurück.

### Erweiterung zum Museums- und Kulturforum Südwestfalen

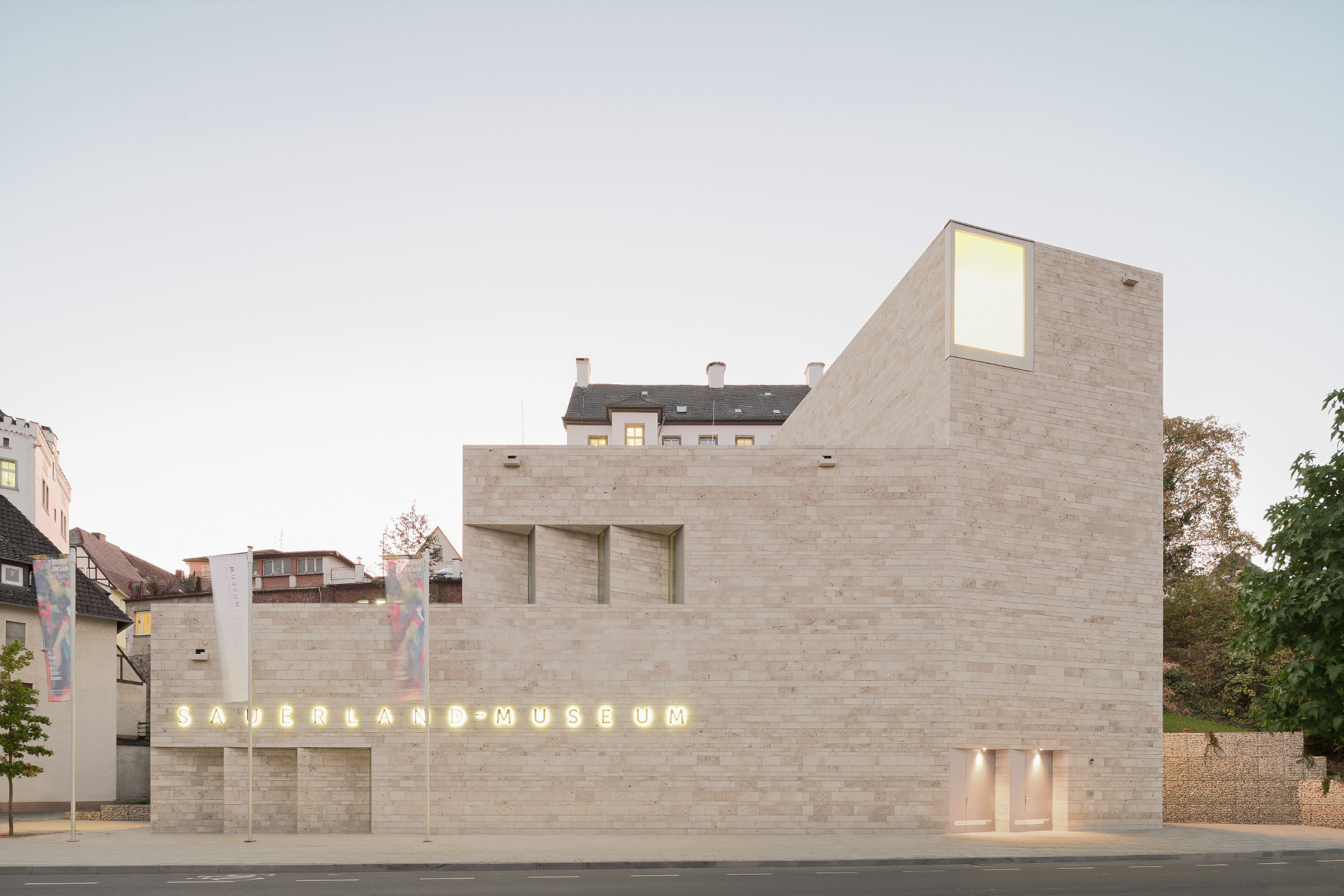
Der Neubau des Sauerland-Museums in Arnsberg 2019

Im Jahr 1999 übernahm Jürgen Schulte-Hobein die Leitung. Neu eingeführt wurden museumspädagogische Konzepte für Schulklassen. Seit 2002 existiert in einem Nebengebäude ein Museumscafé. Das benachbarte Blaue Haus wurde für das personell angewachsene Museumspersonal und für Veranstaltungen 2013 umgebaut. Zum Anwachsen der Besucherzahlen trugen Sonderausstellungen wie Vom kurkölnischen Krummstab über den hessischen Löwen zum preußischen Adler oder Ausstellungen zum Maler Engelbert Seibertz, die Geschichte des Herzogtums Westfalen oder über Franz Stock bei. Zur Weiterentwicklung reichte nur die Beschränkung auf eine Neukonzeption der Dauerausstellung nicht aus. Es bedurfte für hochkarätige Wechselausstellungen neuer moderner Räumlichkeiten. Im Jahr 2013 beschloss der Kreistag den Ausbau des Museums zum Museums- und Kulturforum Südwestfalen.
Der Um- und Ausbau des Sauerland-Museums zum „Museums- und Kulturforum Südwestfalen“ ist ein Projekt der Regionale 2013. Nachdem das Projekt im Rahmen eines Qualifizierungsprozesses in den Jahren 2009/2010 den 1. und 2. Stern der Regionale 2013 erhalten hatte, wurde 2011/2012 ein europaweiter Architektenwettbewerb durchgeführt. Gewinner dieses Wettbewerbs war das Leipziger Büro Schulz und Schulz Architekten.
Im Rahmen eines VOF-Verfahrens entschied eine Vergabekommission unter dem Vorsitz des Landrats Karl Schneider im Juli 2012, dass der zweite Preisträger des Architektenwettbewerbs, das Büro Bez+Kock Architekten aus Stuttgart, den Auftrag zum Um- und Ausbau des Sauerland-Museums zu einem „Museums- und Kulturforum Südwestfalen“ erhielt.
Aufgrund der unklaren Fördersituation konnte dem Kreistag des Hochsauerlandkreises erst im Juni 2013 ein endgültiger Vorschlag zur Entscheidung vorgelegt werden, den der Kreistag mit deutlicher Mehrheit beschloss. Der Ausschuss der Regionale 2013 gab am 17. Juli 2013 mit der Vergabe des 3. Sterns ebenfalls „grünes Licht“ für die Erweiterung des Sauerland-Museums.
Insgesamt wurden 13,5 Millionen Euro in den neuen Gebäudekomplex an der Ruhrstraße und die Modernisierung der bestehenden Museumsräume im Landsberger Hof investiert. Der mit Gauinger Travertin bekleidete Erweiterungsbau befindet sich auf einem steil abfallenden Hanggrundstück und ist über eine brückenartige Verbindung im 1. Untergeschoss des Landsberger Hofs an das bestehende Museum angeschlossen. Er treppt sich von dort in drei Ebenen – von Norden nach Süden – ab, bis hinunter zur rund 22 Meter tiefer gelegenen Ruhrstraße, wo sich mit dem großen Ausstellungssaal die Hauptbaumasse des Museums befindet. Der am 1. September 2019 eröffnete Neubau bietet eine Ausstellungsfläche von 530 Quadratmetern.
2021 übernahm Oliver Schmidt die Leitung des Sauerland-Museums. Bedingt durch die weltweite Covid-19-Pandemie stellte sich das Museum den neuen Herausforderungen an die museale Vermittlungsarbeit: es wurden digitale Führungen und digitale Kindergeburtstage eingeführt, um das kulturelle Angebot im Lockdown aufrechtzuerhalten.
Seit 2022 stiegen die Besucherzahlen nach dem Einbruch der Corona-Jahre wieder an. Verschiedenste Sonderausstellungen zu aktuellen Themen wie dem Wald, der Bierkultur oder auch kunsthistorische Ausstellungen, gepaart mit dem Rahmenprogramm und Veranstaltungen auf dem Museumshof, brachten im Jahr 2024 die Besucherzahlen über die 50.000er-Marke; ein Ziel, das im Rahmen des Umbaus zum „Museums- und Kulturforum Südwestfalen“ von der Politik angestrebt worden war.

## Auszeichnungen
Der Erweiterungsbau erhielt zahlreiche Auszeichnungen:
- 2022: Dem Architektenbüro Bez+Kock Architekten aus Stuttgart wurde für den Neubau „Museums- und Kulturforum Südwestfalen“ am 21. Mai 2022 der BDA-Architekturpreis „Nike für Komposition“ verliehen, der wegweisende Projekte auszeichnet, die die Baukultur in Deutschland nachhaltig prägen.[3]
- 2021: Architekturpreis NRW 2021 in GOLD des Bund Deutscher Architektinnen und Architekten, Landesverband Nordrhein-Westfalen[4]
- 2021: Finalist EU Mies van der Rohe Award 2021 – Preis der Europäischen Union für zeitgenössische Architektur[5]
- 2021: Shortlist DAM Preis für Architektur in Deutschland 2021[6]
- 2020: Best Architects 21[7]
- 2020: BDA Architekturpreis Südwestfalen 2020[8]
- 2020: Longlist DEZEEN Awards 2020[9]
- 2020: Auszeichnung des Landes Nordrhein-Westfalens „Vorbildliche Bauten NRW 2020“.[10]

Weitere Auszeichnungen:
- 2024: Red Dot Design Award: „Brands & Communication Design“ in der Kategorie „Spatial Communication - Exhibition Design“, die besondere Projekte im Segment der Ausstellungsgestaltung bewertet, hat die Jury das Konzept der Gestaltungsagentur „BOK und Gärtner GmbH“ für die Ausstellung WUNDER WALD ausgezeichnet

## Sonderausstellungen

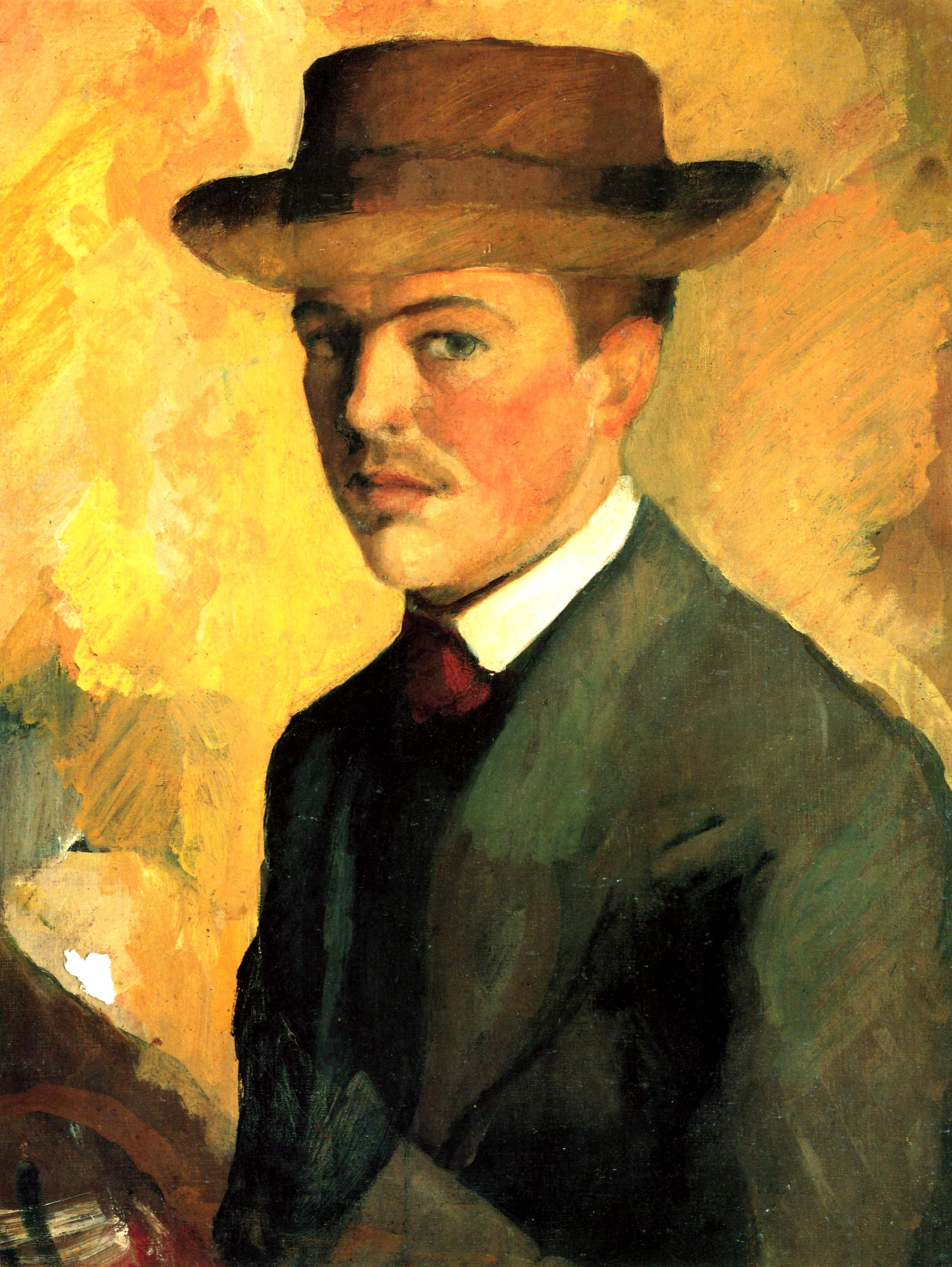
August Macke: Selbstporträt mit Hut (1909)

- Zerrissene Träume. Expressionistische Kunst vom Aufbruch in die Moderne bis zur NS-Verfolgung (November 2024 bis Februar 2025).[11] Dabei handelt es sich um eine gemeinsam mit dem Kunstsammler Gerhard Schneider kuratierte Ausstellung mit Werken aus dessen Sammlung.[12]
- FRISCH GEZAPFT! Das Bier und wir (März bis September 2024) zur Geschichte der Brautradition im Sauerland
- WUNDER WALD (April bis Oktober 2023) zur  Wirtschafts- und Kulturgeschichte des Waldes im Sauerland
- Du Hexe! Opfer und ihre Häscher. (März bis September 2022) zur Hexenverfolgung mit Blick insbesondere auf die Hexenverfolgung im Herzogtum Westfalen
- Im Westen viel Neues. Facetten im rheinisch-westfälischen Expressionismus (September 2021 bis Januar 2022) knüpfte an die Macke-Ausstellung an. Sie wurde vom Land Nordrhein-Westfalen finanziell gefördert[13]
- Eiszeit – Leben im Extrem (November 2020 bis Juli 2021) thematisierte die Landschaft, Flora und Fauna in der Region während der letzten Eiszeit, die vor 400.000 Jahren endete
- Das Paradies vor der Haustür – Vom Revier ins Sauerland (März bis Oktober 2020) beschäftigte sich mit der Entwicklung des Tourismus im Sauerland im Zusammenspiel  mit der industriellen Geschichte im Ruhrgebiet
- August Macke – ganz nah (September bis Dezember 2019).  Mit Eröffnung des Neubaus zeigte das Sauerland-Museum eine Ausstellung über den in Meschede geborenen Maler August Macke. August Macke zählt zu den bekanntesten deutschen Malern des Expressionismus und wird im Allgemeinen als typisch rheinisch wahrgenommen. Seine familiären Wurzeln liegen jedoch im Sauerland: Er wurde in Meschede geboren. In der Ausstellung begaben sich die Besucher zunächst auf die Spuren Mackes und seiner familiären Wurzeln in seiner Geburtsstadt Meschede. Anschließend wurde der Künstler mit seinen Zeichnungen, Druckgrafiken und unverwechselbaren Ölgemälden vorgestellt.